# Celyphus maculis
Celyphus maculis är en tvåvingeart som beskrevs av Shi 1999. Celyphus maculis ingår i släktet Celyphus och familjen Celyphidae. Inga underarter finns listade i Catalogue of Life.